# Karl Mainka
Karl Franz Mainka (* 14. Januar 1868 in Tarnowitz; † 6. Januar 1938 in Mechtal) war ein deutscher Arbeiterdichter und Volksschriftsteller.

## Leben und Wirken
Mainka entstammte einer alten oberschlesischen Bergarbeiterfamilie. Nach dem Schulabschluss arbeitet Mainka zwei Jahre als Schreiber im Landratsamt Tarnowitz, danach wurde er Bergmann auf der Mathildegrube. Ab 1886 besuchte er kostenlos die Bergschule in Tarnowitz, die er vorzeitig verließ. Als Hauer fand er 1888 eine Anstellung auf der Erzgrube Maria in Miechowitz, kurze Zeit später ging er nach Königshütte in den Steinkohlenbergbau. Nach kurzem Aufenthalt als Bergmann im Ruhrgebiet, kehrte Mainka wieder nach Oberschlesien zurück. Bis 1927 arbeitete er als aktiver Bergmann. In seiner Freizeit widmete er sich der Schriftstellerei, schrieb Gedichte und sammelte Sagen. Nach seinem Tod wurde er als Bergmannsschriftsteller verehrt.

## Werke (Auswahl)
- Vom Brauchtum des oberschlesischen Bergarbeiters, 1926.
- Beuthen 1922. In: Aus dem Beuthener Lande, 3/1, 1926.
- Oberschlesische Berggeist-Sagen. Miechowitz 1927.
- Der Fastnachtsbrauch das Babski cόmber (Weiberzauchen). In: Eichendorffhefte, 2007/17, S. 80–82.